# Алмош
Алмош (мађ. Álmos vezér),(р. око 820. - †око 895) године и био је један од мађарских везира и први Велики везир Мађара, праотац династије Арпадовића. Алмош на мађарском језику значи онај који је из сна.

## Биографија
Алмош је био син Еђека или Егека (Egyek/Ügek) и Емеше (Emese). Име по којем је забележен отац је Еђек или Егек и има значење стари (ős), а име мајке Емеше има значење мама, мамица (anyácska), тако да највероватније ова имена и нису права имена ових особа већ су произашла из каснијих забележака. Према легенди Алмош је добио име тако што је у Емешином сну Турул птица зачела Емешу и прорекла да ће њен будући син постати први у низу мађарских краљева.
Средином 9. века Алмош је постао врховни вођа мађарских племена и ујединитељ и он је био тај који је довео Мађаре до Карпата. Сам Алмош није стигао до Панонске низије пошто је већ у време почетка велике сеобе био у позним годинама, тако да је умро пре доласка мађарских племена до Карпата.